# بوروسيا دورتموند موسم 2003–04
كان موسم 2003–04 هو الموسم الـ93 (والعام الـ94 بشكل عام) لبوروسيا دورتموند في تاريخ نادي كرة القدم والموسم الـ28 على التوالي في دوري الدرجة الأولى الألماني لكرة القدم، البوندسليغا.